# Jensen Motors
Jensen Motors var en brittisk biltillverkare verksam i West Bromwich åren 1935–1976. Bolaget startade som karosseri men kom efterhand att i små serier tillverka sportbilar.

## Historia

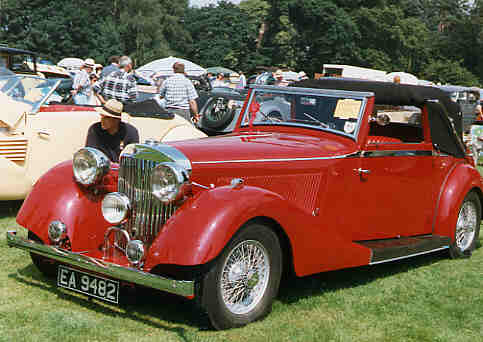
En Jensen tillverkad 1938.

Bröderna Richard och Alan Jensen grundade tillsammans med Joe Patrick Patrick Jensen Motors 1930 men redan efter ett år gick bröderna och Patrick skilda vägar. 1931 började de istället arbeta på W. J. Smith & Sons. 1935 övertog Richard och Alan Jensen W.J. Smiths & Sons från sin avlidna arbetsgivare William Smith och döpte om den till Jensen Motors. Den första bilen bröderna tillverkade kallades White Lady och bilen finns fortfarande kvar. Under åren fram till Andra världskriget byggde Jensen ett litet antal fordon och karosser för lastbilar och bussar innan tillverkningen lades ner på grund av kriget. Karosserna byggdes på chassin från Morris, Singer, Standard och Wolseley. 1939 kom den första lstbilen som hette JNSN. Under andra världskriget byggde Jensen komponenter till militärfordon.

### Efter andra världskriget
Jensen PW var företagets första efterkrigsmodell, men på grund av råvarubristen efter kriget tillverkades den endast i ett fåtal exemplar. En modern coupé följde 1950 som kallades Jensen Interceptor. Den tillverkades fram till 1958. Modell 541 som presenterades 1955 innebar ett radikalt steg framåt i tekniskt hänseende: modellen hade en kaross av glasfiber, ett material som är betydligt lättare än stål och som ger bilen en relativt låg vikt. Lika innovativt var skivbromsarna som från 1956 fanns i Jensen, något som var ovanligt i serietillverkade bilar vid denna tid. Modell 541 ersattes 1962 av Jensen C-V8, som drevs av en 5,9-liters V8 från Chrysler istället för den tidigare raka sexcylindriga motorn från Austin. Senare kom en motor på 6,3 liter att användas. Den relativt lätta bilen blev genom den mäktiga motorn en av sin tids snabbaste fyrsitsiga bilar, som med sin aggressiva formgivning såväl lockade som stötte bort kunder. Under den fyra år långa produktionstiden lämnade 500 fordon fabriken i West Bromwich.
Jensen ägnade sig förutom åt tillverkning av egna modeller åt legotillverkning för andra biltillverkare. Bland annat byggde man Austin-Healey, men även Volvo P1800 under åren 1960 till 1963 innan Volvo tog över tillverkningen själva.

### Interceptor

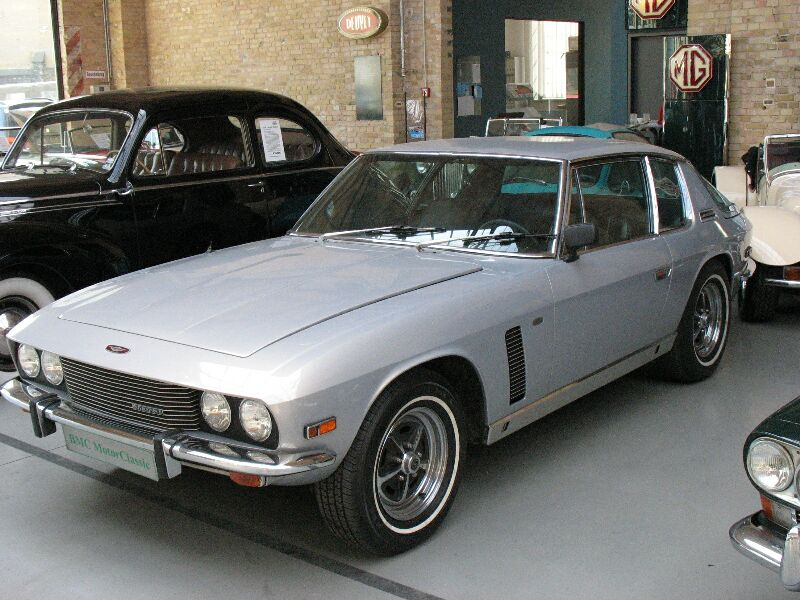
Jensen Interceptor II (1971)

1966 ersattes C-V8 av en ny modell som fick det nygamla namnet Interceptor. Karossen, som nu åter var av stål, ritades av den italienska firman Carrozzeria Touring och tillverkades till en början i Italien (hos Vignale) innan Jensen övertog tillverkningen. Precis som i C-V8, användes Chryslers V8 på 6,3 liter, men från 1971 användes motorer på 7,2 liter. Samtidigt som Interceptor presenterades systermodellen FF (Ferguson Formula), en teknisk sensation: den första personbilen med seriebyggd fyrhjulsdrift, en teknik som utvecklats av Ferguson Research. Det var även första gången som låsningsfria ABS-bromsar (Maxaret-systemet från Dunlop) monterats på en serietillverkad bil. 
Den tekniska revolutionen gav inte Jensen några stora försäljningsframgångar utan produktionen stannade vid runt 320 tillverkade exemplar, uteslutande högerstyrda bilar. Det senare var en avgörande faktor för den dåliga försäljningen. Modifiering till vänsterstyrning hade varit kostsam och svår, men utan den var bilen i praktiken osäljbar i USA. Produktionen av FF lades ner 1971. Tillverkningen av Interceptor fortsatte dock och ytterligare 7000 exemplar tillverkades (även en cabriolet- och en coupé-modell fanns). Ny toppmodell blev Interceptor SP (SP står för "Six Pack") vars motor med tre dubbelförgasare gav 385 hästkrafter. Men av denna modell kom bara totalt 232 fordon att tillverkas mellan 1971 och 1973, då motorn inte uppfyllde avgasreningskraven som införts på den viktiga USA-marknaden.

### Qvale-eran
I april 1970 gick amerikanen Kjell Qvale in i Jensen Motors. Qvale var som importör av lyxbilar intresserad av en ersättare till Austin Healey, sedan denna modell, vars kaross tillverkades hos Jensen, lagts ner. Medan tillverkningen av Interceptorn oförändrat gick vidare utvecklade ingenjörerna i samarbate med Donald Mitchell Healey en tvåsitsig roadster som drevs av en fyrcylindrig motor på 2 liter från Lotus. 1972-1976 tillverkades Jensen Healey i omkring 10 000 exemplar. Framförallt bilarna i den första produktionsserien hade kvalitetsproblem som låg i den ringa prövningen av motorn som senare användes i Lotus Esprit.

### Slutet

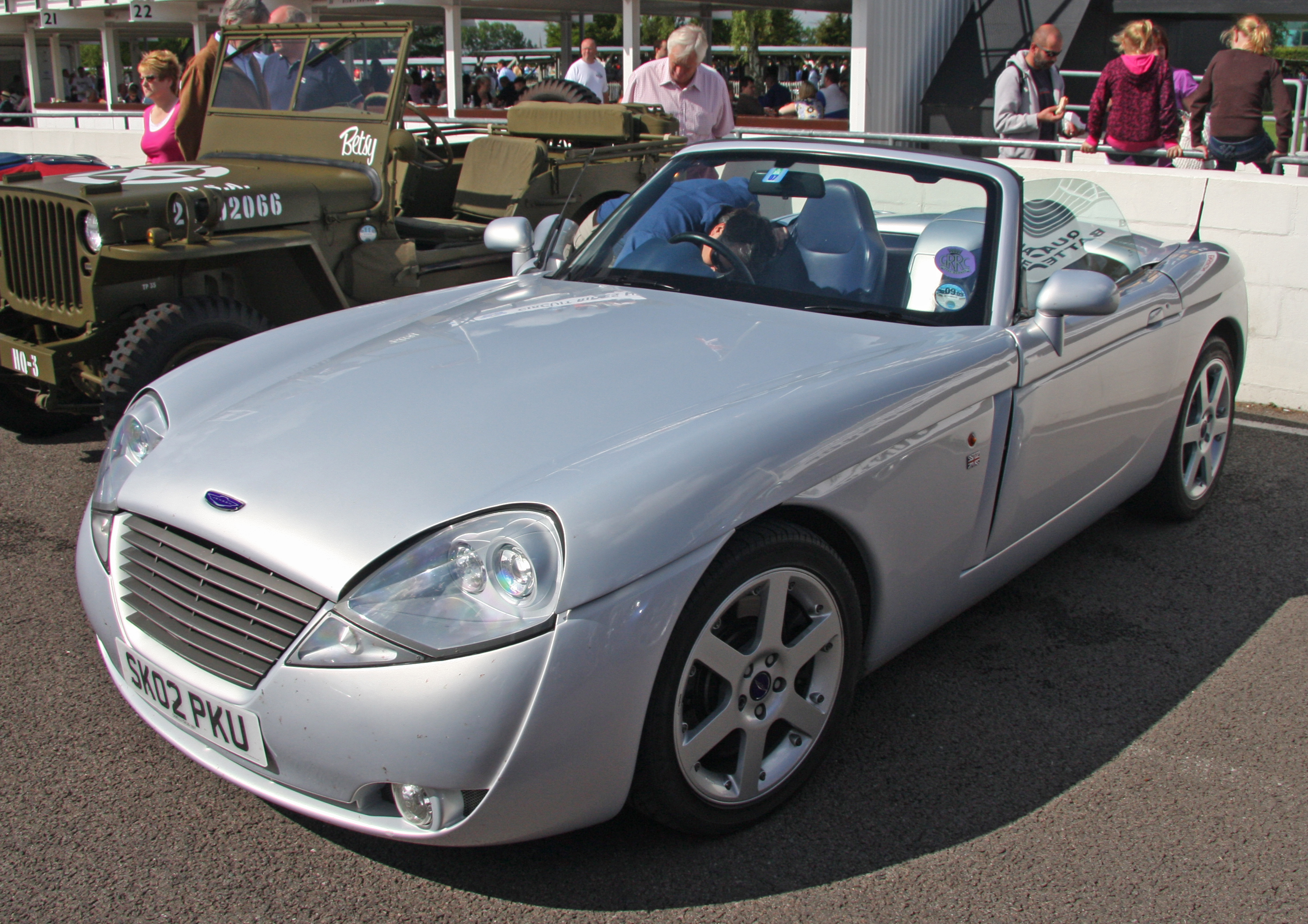
Jensen S-V8

Den uteblivna framgången för den tilltänkta volymmodellen Jensen-Healey ledde i förbindelse med oljekrisen 1973 till finansiella svårigheter som ledde till företagets konkurs 1976. Ur konkursboet uppstod företaget "Jensen Parts & Service" som skulle ta hand om service- och reservdelsmarknaden. Bredvid totalrestaurationer erbjöd företaget 1983-1992 en reviderad version av Interceptor som såldes som Interceptor IV och som drevs av en 5,9 liters V8 från Chrysler. Bara 15 bilar lämnande verkshallarna och planerna på en Interceptor fullföljdes inte då företaget slutgiltigt likviderades 1993. Det senaste försöket att återuppliva märket misslyckades 2002 då tillverkningen av roadster Jensen S-V8 som presenterades 1998 lades ner efter bara 32 tillverkade exemplar.

## Modeller
- Jensen S-type (1936–1941)
- Jensen H-type (1938–1945)
- Jensen PW (1946 - 1952)
- Jensen Interceptor (1949–1957)
- Jensen 541 (1954–1963)
- Jensen CV8 (1962–1966)
- Jensen Interceptor (1966–1976)
- Jensen FF (1966–1971)
- Jensen Healey (1972–1975)
- Jensen GT (1975–1976)
- Jensen Interceptor Series 4 (1983–1992)
- Jensen S-V8 (2001–2002)